# 키다리 아저씨 (2005년 영화)
키다리 아저씨는 2005년 1월 13일 개봉한 대한민국의 영화이다.

## 등장 인물

### 주연
- 하지원 : 차영미 역
- 연정훈 : 김준호 역

### 조연
- 신이 : 강종종 역
- 김정난 : 이지현 역
- 정준하 : 이 PD 역

### 단역
- 손민경 : 오 작가 역
- 정하늬 : 조연출 역
- 손세광 : 영우오빠 역
- 김부현 : 우체부 역
- 윤준호 : 호택 역
- 김보라 : 미현 역
- 백승욱 : 형준 친구 1 역
- 오중규 : 형준 친구 2 역
- 이대우 : 준호 친구 1 역
- 정예진 : 영미 친구 1 역
- 정채빈 : 영미 친구 2 역
- 변민지 : 영미 친구 3 역
- 김상근 : 학원강사 1 역
- 최수영 : 학원강사 2 역
- 곽민석 : 의사 1 역
- 서영화 : 의사 2 역
- 김수용 : 교수 2 역
- 고경혜 : 교수 2 역
- 강현국 : 방송국 이사 역
- 정민성 : 우체국 직원 역
- 권영현 : 경비 역
- 권태근 : 사무국 직원 역
- 양혜선 : 교무과 직원 역
- 정영주 : 자료실 여직원 역
- 윤여송 : 미술 선생님 역
- 박채동 : 영미 방송국 동료 1 역
- 유한나 : 영미 방송국 동료 2 역
- 민경중 : 방송국 국장 역
- 강혜림 : 방송국 아나운서 역
- 김덕진 : 엔지니어 1 역
- 민병훈 : 엔지니어 2 역
- 한지민 : 어린 영미 역 (애니메이션 더빙)
- 조원경 : 영미 엄마 역 (애니메이션 더빙)
- 김소형 : 영미 아빠 역 (애니메이션 더빙)

### 우정출연
- 박은혜 : 영우 역
- 현빈 : 형준 역
- 오대규 : 이사 역